# Kościół Wniebowzięcia Najświętszej Marii Panny w Buczaczu
Kościół Wniebowzięcia Najświętszej Marii Panny w Buczaczu, obecnie też kościół pw. Matki Bożej Szkaplerznej w Buczaczu – zabytkowy rzymskokatolicki kościół znajdujący się przy ul. Mularskiej 2 w Buczaczu, w rejonie buczackim obwodu tarnopolskiego.

## Historia
W 1373 lub 1379 właściciel Buczacza, Michał Awdaniec z Buczacza, założył parafię rzymskokatolicką. Wtedy też powstał pierwszy kamienny kościół, wielokrotnie przebudowywany.
21 marca 1761 właściciel Buczacza Mikołaj Bazyli Potocki ufundował nowy kościół parafialny w mieście. Obecnie istniejący kościół został zbudowany w latach 1761–1763 z fundacji Mikołaja Bazylego Potockiego, wojewodzica bełskiego i właściciela miasta (przynajmniej od roku 1733) oraz w drugiej połowie XVIII w.
Architekt nie jest znany. Zbigniew Hornung przypuszczał, że właściwym twórcą projektu mógł być Bernard Meretyn; albo Marcin Urbanik użył kopię projektu kościoła w Hodowicy, który jest prototypem buczackiego. Jan Ostrowski uważał, że autorem projektu kościoła był kontynuator Meretyna, zapewne Marcin Urbanik.
14 sierpnia 1763 r. arcybiskup lwowski Wacław Hieronim Sierakowski konsekrował kościół oraz pięć ołtarzy. 23 marca 1890 podczas nabożeństwa w kościele posąg anioła upadł na głowę kobiecie (pani Mierzwińskiej, żonie lustratora oraz kasjera magistratu buczackiego), która potem zmarła w wyniku otrzymanych uszkodzeń.
W czerwcu 1930 r. w kościele odsłonięto pamiątkową tablicę poświęconą pamięci uczniów poległych w czasie I wojny światowej i w wojnie 1920.
W 1945 po wypędzeniu ludności polskiej władze sowieckie zamknęły kościół i umieściły w nim magazyn artykułów żelaznych. W krypcie urządzono kotłownię, kości członków rodziny Potockich spoczywające w krypcie zostały sprofanowane i wyrzucone z kościoła.
W 1991 władze wolnej Ukrainy zwróciły zniszczony kościół katolikom. 24 sierpnia 1991 biskup diecezjalny Marcjan Trofimiak ponownie poświęcił kościół.
W latach 90. XX w. przeprowadzono remont świątyni. Jednym z głównych orędowników i inicjatorem remontu był polski proboszcz parafii w Buczaczu, ks. infułat Ludwik Rutyna.
Proboszcz – ks. Dariusz Piechnik. Jeden z proboszczów – ks. Stanisław Gromnicki – w 1908 był zastępcą przewodniczącego buczackiego oddziału Rady szkolnej okręgowej, został kawalerem orderu Franciszka Józefa oraz prałatem papieskim.

## Architektura, wystrój
Kościół zbudowany z cegieł na planie krzyża. Z zewnątrz jest otynkowany. W narożach obniżonej kruchty znajdują się kręte schody prowadzące na emporę. Fasada główna jest flankowana podwójnymi pilastrami z głowicami kompozytowymi, zwieńczona półokrągłym tympanonem, w którym umieszczono kopię obrazu Madonna Sykstyńska Rafaela Santi, znajdującego się w Galerii Obrazów Starych Mistrzów w Dreźnie. Według legendy kopia jest dziełem Edwarda Śmigłego-Rydza. Pośrodku znajduje się portal wejściowy. Na portalu widnieje napis: „Chcąc Potockich Pilawa mieć trzy krzyże całe / Dom Krzyżowy na Boską wybudował chwałę”.
Do najcenniejszych elementów wyposażenia należy ołtarz główny, sięgający pod sklepienie prezbiterium. W kościele znajduje się pięć ołtarzy, m.in. cztery bocznych, jeden z których tematycznie związany z życiem Matki Boskiej.
Adam Bochnak przypisał projekt ołtarza głównego Piotrowi Polejowskiemu na podstawie jego podobieństwa do ołtarza w kościele Franciszkanów w Przemyślu.
Jan K. Ostrowski przypuszczał, iż wystrój rzeźbiarski kościoła jest dziełem warsztatu Pinsla, w skład którego wchodziło przynajmniej trzech snycerzy. Główną postacią był anonimowy współpracownik Pinsla (nieco żartobliwie określony badaczem jako „Przyjaciel Pinsla”, lub „Amico di Pinsel”), który najprawdopodobniej wykonał także figury dużych aniołów z ołtarza głównego w kościele w Hodowicy. Drugą osobą – to snycerz, który wykonał figury w ołtarzach bocznych (także w cerkwi Pokrowy w Buczaczu). Trzecim snycerzem warsztatu Pinsla był najprawdopodobniej Antoni Sztyl.
Andrzej Betlej uważa, iż Maciejowi Polejowskimu błędnie w starszej literaturze przypisywali struktury ołtarzy bocznych w kościele parafialnym w Buczaczu.
Jakub Sito przypisuje Sebastianowi Fesingeru rzeźby z ołtarza św. Tadeusza przy lewem łuku tęczowym oraz datuje go na lata 1745–1750. Warto zwrócić uwagę, że twarz figury Anioła Stróża z tego ołtarza jest opracowana bardzo podobnie do fizjonomii posążków z epitafium Jabłonowskiej w kościele Jezuitów we Lwowie. Jan K. Ostrowski uważał, że figury w tym ołtarzu tworzą grupę znacznie słabsze oraz archaiczne pod względem stylistycznym od pozostałych rzeźb w kościele.

## Losy wyposażenia

### Obecnie w Polsce
- Gorzów Wielkopolski, katedra: obraz Wniebowzięcie Matki Boskiej z ołtarza głównego;
- Oława, kościół Matki Boskiej Pocieszenia: obraz Św. Tadeusz, obraz Św. Mikołaj;
- Trzemeszno Lubuskie, kościół parafialny: obraz Matka Boska z Dzieciątkiem z ołtarza głównego (na plebanii), feretrony, kielich.

### Zaginione
- Szaty liturgiczne, chorągwie (20 szt.), baldachimy (2, 1 określony jako turecki)